# Zuidelijk Flevoland

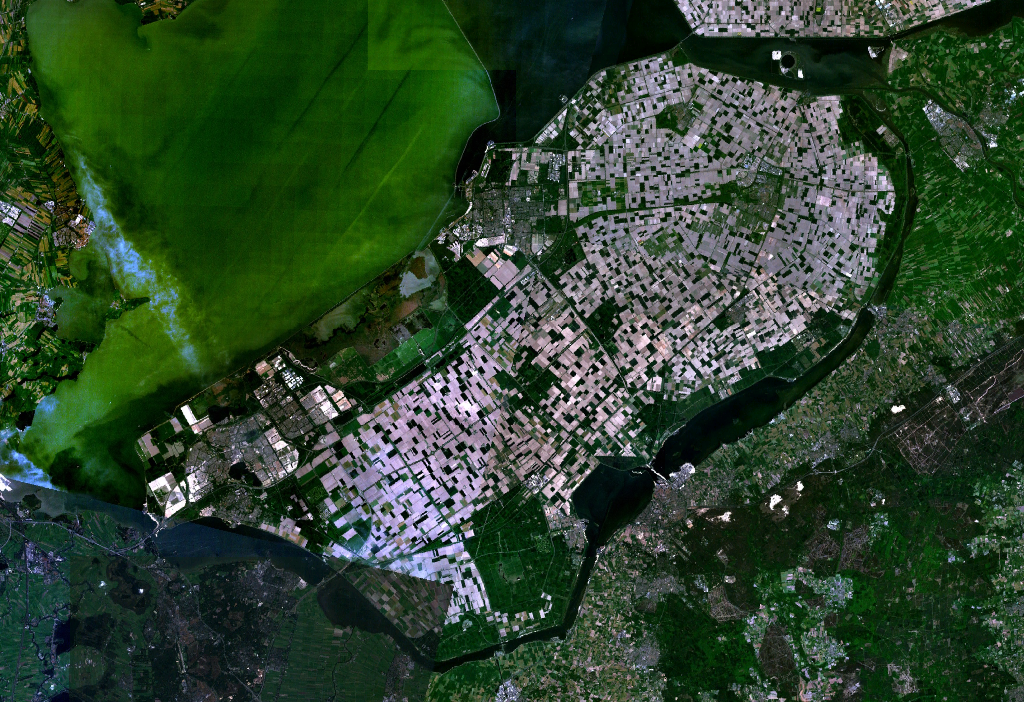
satelitní snímek Flevopolderu

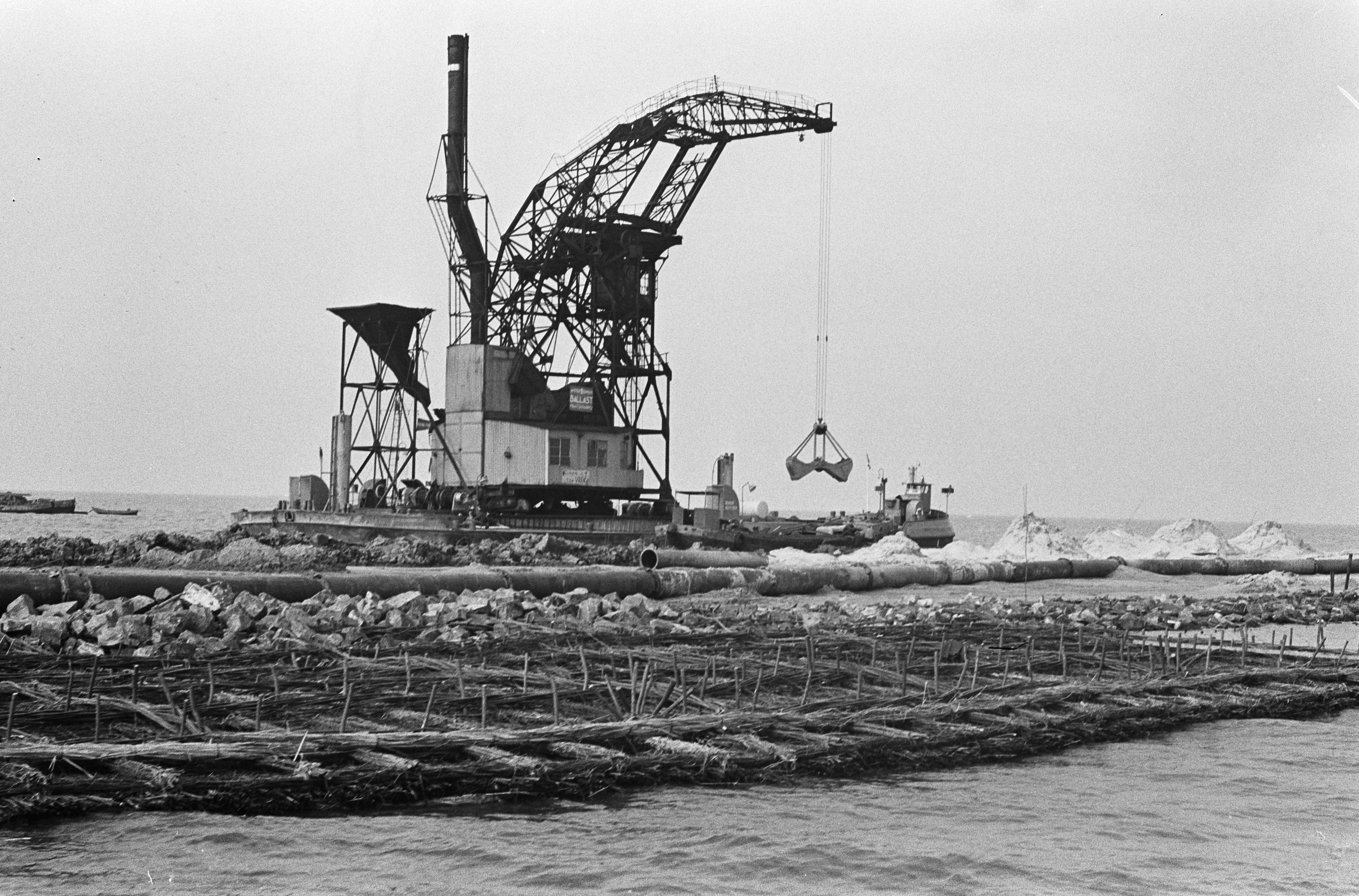
historická fotografie z výstavby polderu

Zuidelijk Flevoland (česky Jižní Flevoland) je název polderu v Nizozemsku, který vznikal mezi roky 1950 a 1959 ohrázováním a odvodněním části jezera IJsselmeer v rámci projektu Zuiderzeewerken. Má rozlohu 430 km² a je součástí dvojpolderu Flevopolder, který je dále tvořen polderem Oostelijk Flevoland (Východní Flevoland). Z administrativně-územního hlediska je součástí provincie Flevoland. Na severu je ohraničen vodami Markermeer, na západě a jihu jezery Nuldernauw, Wolderwijd, Nijkerkernauw, Eemmeer, Gooimeer, IJmeer (tzv. okrajová jezera – Randmeer), na východě pak hrází Knardijk, která ho odděluje od polderu Východní Flevoland. Na polderu se nachází město Almere, které je součástí metropolitní oblasti Amsterodamu.